# Juden in Neustadt (Hessen)
In der oberhessischen Kleinstadt Neustadt lebten 1933 rund 120 Juden. Damit war die jüdische Gemeinde Neustadts die zweitgrößte im damaligen Landkreis Marburg.  Nach der Machtergreifung Adolf Hitlers gelang es einigen Dutzend Juden, in die USA, nach Argentinien, Australien oder Südafrika auszuwandern.  1942 wurden die letzten jüdischen Einwohner Neustadts deportiert, rund 70 starben qualvoll in nationalsozialistischen Konzentrationslagern.

## 16. Jahrhundert bis 1933
Historische Dokumente belegen, dass bereits im Jahr 1513 jüdische Menschen in Neustadt zu Hause waren. 1812 gab es 24 jüdische Familien. 1905 waren es 108 Frauen, Männer und Kinder, bei einer Gesamteinwohnerzahl von rund 2.000. Jüdische Männer arbeiteten als Viehhändler, Metzger, Lehrer oder betrieben Geschäfte (Schuhe, Textilien, Futtermittel, Getreide u. a.), berufstätige jüdische Frauen waren als Verkäuferin, Hausangestellte oder Lehrerin tätig. Die Neustädter Juden unterhielten eine Synagoge, eine Schule, ein rituelles Bad und einen Friedhof, der nordöstlich außerhalb der Stadt liegt.

## 1933 bis 1942
Akten des Hessischen Staatsarchivs Marburg belegen, dass sich 1933 insgesamt 14 Neustädter Häuser, zumeist in der Marktstraße, in jüdischem Besitz befanden. Nach der Machtergreifung Hitlers litten auch die Neustädter Juden unter dem wirtschaftlichen Boykott, unter Entrechtung und zunehmender Unterdrückung. Viele waren gezwungen, die Stadt zu verlassen sowie Häuser und Geschäfte unter Wert zu verkaufen. Von den „Arisierungen“ profitierten auch in Neustadt Mitglieder der NSDAP. Im September 1940 schrieb Louis Wiederstein, der nationalsozialistische Bürgermeister Neustadts, an den Landrat in Marburg: „Hier sind jüdische Gewerbebetriebe nicht mehr vorhanden.“

## Das Schicksal des Gemeindeältesten Sally Levi
Sally Levi, geboren 1889, war Inhaber der Handelsfirma M. Stern in der Marktstraße. Er hatte das Amt des Gemeindeältesten inne. Im Februar 1939, wenige Monate nach der Pogromnacht vom 9. November 1938, floh er nach Köln. Akten der Oberfinanzdirektion Köln belegen, dass er in der Roonstraße 108 gemeldet war. Von dort betrieb er die Auswanderung für sich und seine Familie, für die Schiffspassage hatte er bereits bezahlt. Sally Levi wurde 1941 ins Ghetto Lodz/Polen deportiert. Wo und wann er ermordet wurde, ist nicht bekannt.

## Briefe von Bruno Rosenthal im Archiv der University of Alaska Fairbanks (USA)
Bruno Rosenthal, geboren 1886, betrieb die Handelsfirma A. Bachrach Nachfahren in der Marktstraße. Er schrieb ab 1939 mehrere Briefe an US-amerikanische Behörden, in denen er für seine Familie, für sich und die verbliebenen Neustädter Juden um Einreise in den US-Bundesstaat Alaska bat. In den USA wurde damals der Entwurf eines Gesetzes diskutiert, das die Einwanderung nach Alaska erleichtern sollte. Davon hatte Rosenthal gelesen. Den damaligen US-amerikanischen Gegnern der Einwanderung, darunter die Veteranenorganisation „American Legion“, gelang es 1940, das Gesetz zu verhindern. Bruno Rosenthal und seine Frau, die Lehrerin Bianka Rosenthal, wurden 1941 ins Ghetto Riga/Lettland deportiert. Wo und wann sie ermordet wurden, ist nicht bekannt. Die Briefe Rosenthals liegen, laut der US-amerikanischen Tageszeitung Anchorage Daily News, im Archiv der University of Alaska in Fairbanks, Alaska.

## Synagoge
Während der Pogromnacht setzten Nazis und Mitläufer die Synagoge in der Marburger Straße in Brand. Wie aus Akten des Hessischen Staatsarchivs Marburg hervorgeht, wurde die Inneneinrichtung demoliert, Geräte und Gewänder wurden teils zerstört und teils gestohlen. Anschließend zeigten mehrere Neustädter Bürger Interesse, das Grundstück zu kaufen. Den Zuschlag erhielt laut Hessisches Staatsarchiv ein Neustädter Kolonialwarenhändler und „führender PG“ (PG steht für Parteimitglied der NSDAP). Heute befindet sich auf dem Grundstück ein Wohn- und Geschäftshaus.

## Erinnerungskultur
Dankward Sieburg, Lehrer an der damaligen Gesamtschule Neustadt, leitete ab 1986 ein Schulprojekt zum Thema „Die Synagogengemeinde von Neustadt – Momberg“. Die Ergebnisse wurden im November 1988 in einer Ausstellung in der Schule präsentiert und in einer 767 Seiten umfassenden Dokumentation zusammengefasst. 2008 befasste sich eine Gedenkveranstaltung der Stadt Neustadt mit der Pogromnacht von 1938. Im November 2018 lud die Stadt zur Veranstaltung „80 Jahre Pogromnacht“. Zu den Rednern zählten Bürgermeister Thomas Groll (CDU), Monika Bunk, stellvertretende Vorsitzende der Jüdischen Gemeinde Marburg, sowie Professor Jürgen Reulecke, Historiker der Universität Gießen (emeritiert). Am 27. Januar 2021, dem Holocaust-Gedenktag, wurde auf dem Rathausplatz ein Denkmal eingeweiht, das an die ermordeten Juden in Neustadt und Momberg (heute ein Ortsteil Neustadts) erinnert. Das Denkmal besteht aus einer künstlerisch gestalteten Bank mit Lesepult, auf dem wechselnde „Erinnerungsbücher“ befestigt sind. Am 31. März 2025 wurden vor dem Haus Lehmkaute 7 sechs Stolpersteine vom Künstler Gunter Demnig verlegt. Sie erinnern an die sechs Mitglieder der jüdischen Familie Stern, die dort bis Mai 1941 lebten. 